# Ludovike Simanowiz

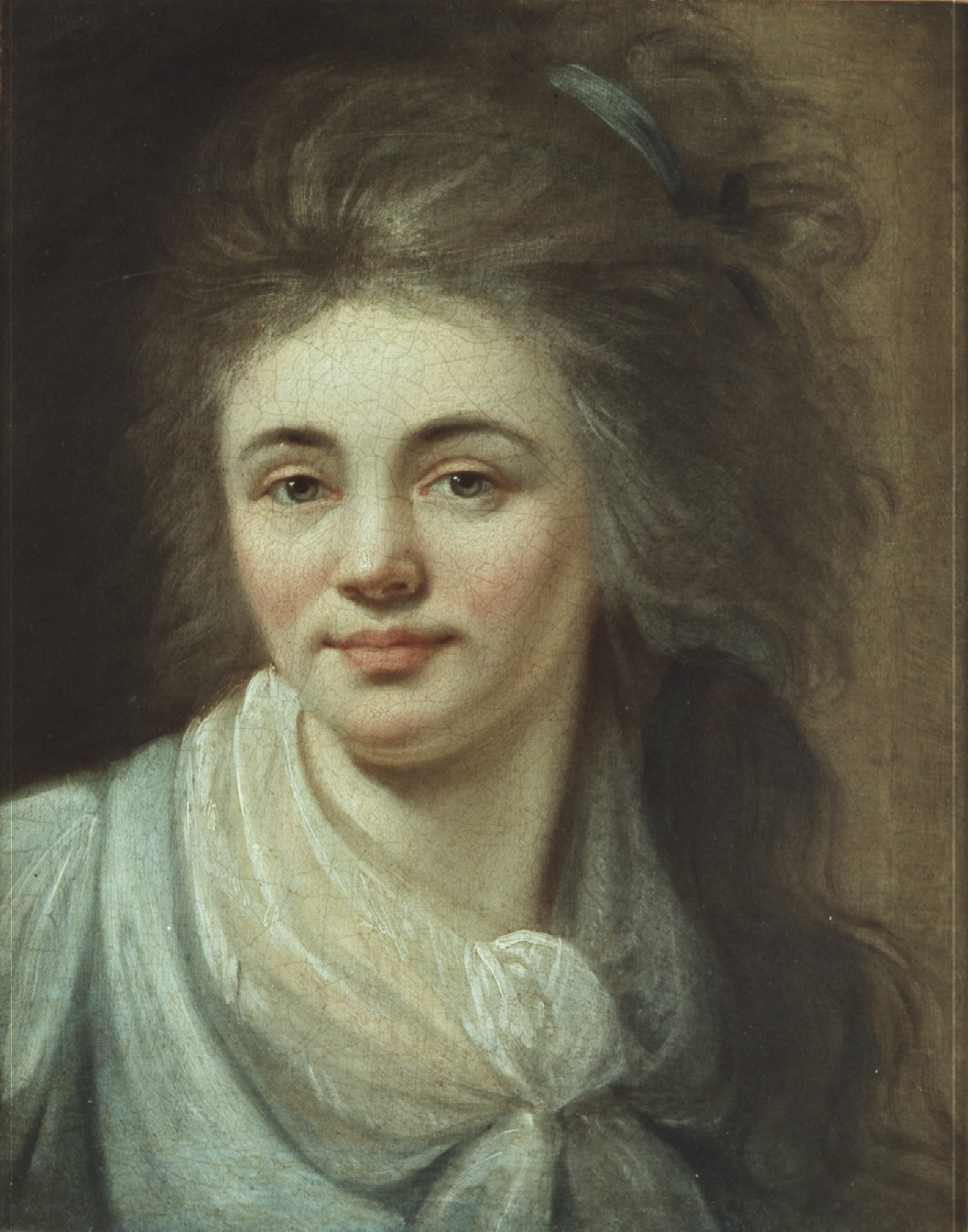
Ludovike Simanowiz: Selbstbildnis mit wehendem Haar (1791), Privatbesitz

Gedenkstätte im Stadtmuseum Schorndorf

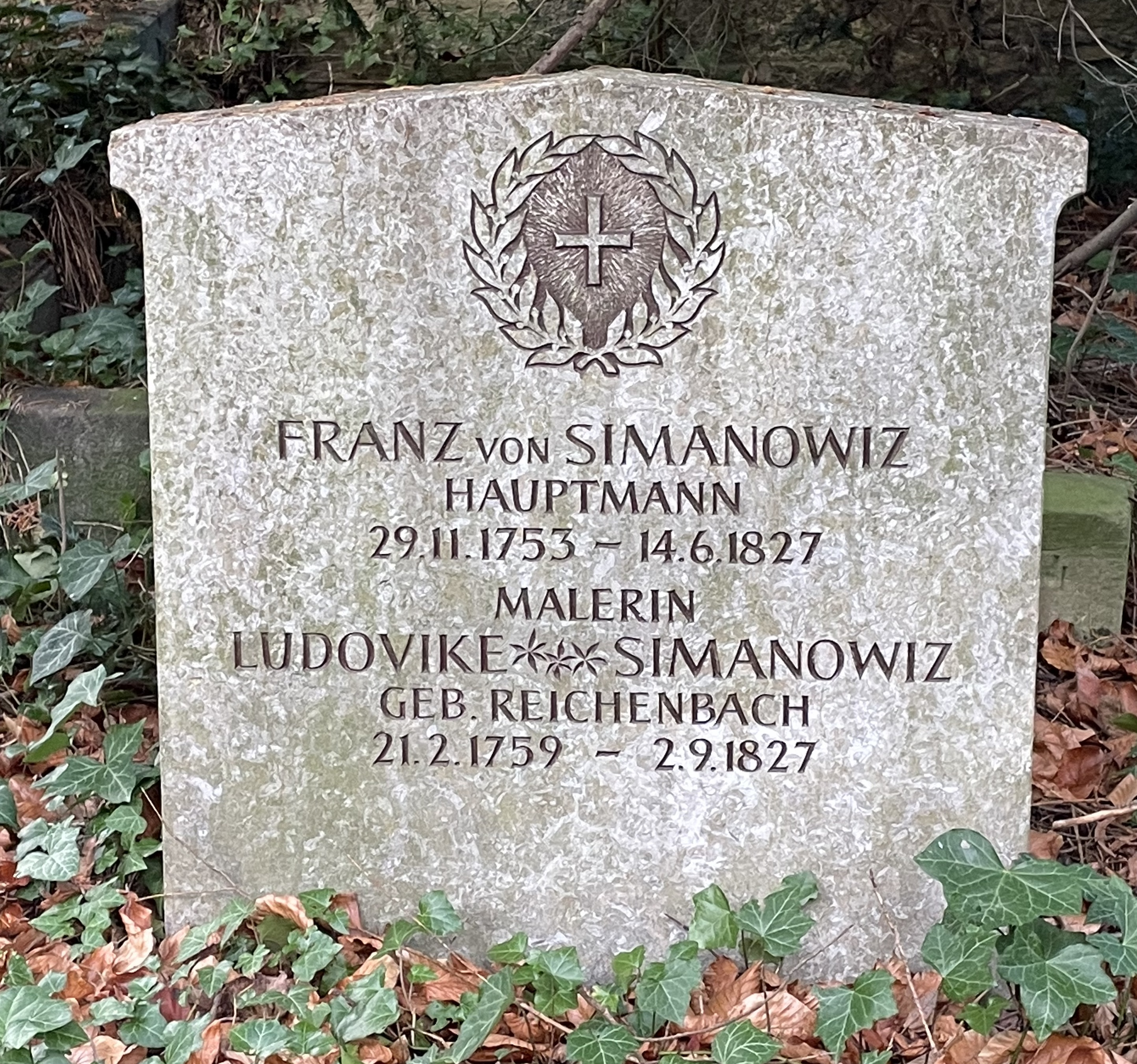
Grabstein für Franz und Ludovike von Simanowiz auf dem Alten Friedhof in Ludwigsburg

Ludovike Simanowiz (* 21. Februar 1759 in Schorndorf; † 3. September 1827 in Ludwigsburg; geboren als Kunigunde Sophie Ludovike Reichenbach) war eine württembergische Malerin des Klassizismus.

## Leben und Werk
Kunigunde Sophie Ludovike Reichenbach war die Tochter des Feldscher bzw. Chirurgen Jeremias Friedrich Reichenbach (1725–1810) und seiner Frau, der Apothekerstochter Susanne Sophie Reichenbach, geborene Schwegler. Ludovike wurde 1759 im als Kaserne dienenden Schorndorfer Jagdschlösschen geboren. Ludovike war die älteste Tochter von mindestens sechs Kindern, vier Söhnen und zwei Töchtern. Der zweitälteste Bruder Ludovikes, Carl Ludwig (1757–1837), war herzoglich württembergischer Bibliothekar und Archivar, und dessen Sohn (und damit Neffe Ludovikes) war Karl Ludwig Friedrich (1788–1869), der später in den Freiherrenstand erhobene Naturforscher und Unternehmer. Der nächstjüngere Bruder Wilhelm Heinrich (1763–1843) wurde Leib- und Regimentsmedikus des Herzogs Friedrich Eugen von Württemberg in Mömpelgard. Des letzteren Sohn wiederum (ebenfalls ein Neffe Ludovikes) war der Baumwollfabrikant in Urspring Johann Georg Friedrich Reichenbach (1791–1873).
Die Familie Ludovikes zog 1762 nach Ludwigsburg in die Mömpelgardstraße 26, wo auch 1766 die Familie Schiller einzog. Ludovike wuchs zusammen mit Friedrich Schiller und seinen Schwestern auf. Lebenslang innige Freundschaften rühren aus dieser Zeit, vor allem mit Christophine Schiller und deren zwei Jahre jüngerem Bruder Friedrich.
Entgegen der gesellschaftlichen Norm schlug Ludovike, unterstützt von ihrer Familie, die von ihrem außergewöhnlichen Talent überzeugt war, eine künstlerische Laufbahn ein. Zur herzoglichen Académie des Arts in Ludwigsburg oder zur Hohen Carlsschule in Stuttgart hatte sie als Frau in der Kunst jedoch keinen Zutritt. Stattdessen erhielt Ludovike 1776 in Stuttgart beim württembergischen Hofmaler und Kunstprofessor der Hohen Carlsschule, Nicolas Guibal, Privatunterricht in der Ölmalerei und im Zeichnen. Zeichnungen und Skizzen aus dieser Zeit sind im Städtischen Museum Ludwigsburg und im Deutschen Literaturarchiv Marbach archiviert. Konsequent verfolgt Ludovike ihre Ausbildung. Mit nun 28 Jahren, durch den noch zu Lebzeiten vermittelten Kontakt ihres Lehrers Guibal und die finanzielle Unterstützung von Herzog Carl Eugen und der württembergischen Herzogin Franziska von Hohenheim, unternahm sie eine erste Bildungsreise nach Paris, um sich beim französischen Hofmaler Antoine Vestier in der Kunstmetropole dieser Zeit weiter ausbilden zu lassen. Fast zwei Jahre hielt sie sich zum Studium in Paris auf – Vestier unterrichtete sie in einer eigenen Schülerinnen-Klasse. Arbeiten in einer Ateliergemeinschaft und tief verbundene Freundschaften, auch zu Künstlern wie dem Maler Simon Frédéric Moench und dem Schriftsteller Ludwig Ferdinand Huber, prägen diesen Lebensabschnitt.
1788 erhielt sie einen Ruf an den württembergischen Hof von Friedrich Eugen von Württemberg, dem Bruder von Herzog Carl Eugen, nach Mömpelgard, dem heutigen Montbéliard. Die Porträts der Herzogsfamilie waren ihr erster großer Auftrag. Diese Gemälde sind nicht erhalten. 1789 kehrte sie nach Stuttgart zurück und heiratete im Mai 1791 den Leutnant Franz Simanowiz, mit dem sie bereits seit 1786 verlobt war. Mit 18 Jahren hatte sie Franz Simanowiz kennengelernt, vermutlich über ihre Brüder, die wie Friedrich Schiller und eben Franz Simanowiz auf der Hohen Carlsschule ausgebildet wurden. Das frisch vermählte Paar bezog eine Wohnung in Ludwigsburg. Für Ludovike Simanowiz bedeutete die Heirat eine Gratwanderung: Einerseits mochte sie ihrem Herzen nachgeben und mit dem geliebten Mann einen Hausstand gründen, andererseits sehnte sie sich nach der Atelieratmosphäre von Paris zurück. Viele Briefe von und mit ihren Freundinnen und Freunden zeugen davon. Briefe von und an Ludovike Simanowiz sind im Deutschen Literaturarchiv Marbach archiviert.
Dass sie immer wieder versuchte, beiden Bedürfnissen gerecht zu werden und auf das Vertrauen in sich und Franz Simanowiz baute, zeigt sich in ihrer zweiten Parisreise, die sie im Winter desselben Jahres ohne Franz Simanowiz, der zur Truppe zurück berufen worden war, unternahm, um ihre Kunststudien fortzusetzen. In das Paris der Revolution zurückgekehrt, lebte sie wieder bei ihrer Freundin aus den Stuttgarter Tagen, der Opernsängerin Helene Balletti, die inzwischen den Marquis von Lacoste geheiratet hatte. Im Palais de Lacoste, zentral und nah dem politischen Geschehen in den Tuilerien gelegen, verkehrten der aus Ludwigsburg stammende und glühende Verfechter der Revolution Johann Georg Kerner und Eberhard Wächter, ein Maler aus Balingen und ebenfalls Schüler der Hohen Carlsschule, der seine Kunst begeistert in den Dienst der Revolution stellte. Ebenso waren der Finanzminister Jacques Necker und dessen Tochter Madame de Stael sowie Bonaparte Gäste in diesem offenen Haus.
Anzunehmen ist, dass Ludovike Simanowiz dort dem ebenfalls in Schorndorf geborenen Girondisten und kurzzeitigen französischen Außenminister und späteren Goethefreund Karl Friedrich Reinhard begegnete. Auf den Straßen des revolutionären Paris tobten die Kämpfe. Olympe de Gouges verfasste in diesem Jahr ihre „Erklärung der Rechte der Frau und Bürgerin“. Ludovike wurde Augenzeugin der Erstürmung der Tuilerien am 10. August 1792, bei dem die königliche Familie gefangen genommen wurde. In einem Brief an Christophine Reinwald, Schillers Schwester, schreibt sie: „… die Unruhen, die ihm folgten, zerstörten auch meine Absichten, die so schön zu blühen anfiengen…Ich war Zeuge ihrer Tollheit: aus Neugier wohnte ich einigemale dem Jakobinerklubb bei, ich glaubte unter Wüthenden zu seyn… vom Umbringen spricht man wie von Ohrfeigen…“
Auch für Simanowiz wird die politische Situation immer gefährlicher. Das Palais der Lacostes wurde mehrmals nach Monarchisten durchsucht. Ludovikes Gastgebern, Helene Balletti und Marquis de Lacoste, war kurz vor dem 10. August 1792 die Flucht auf ihre Landgüter in der Nähe der spanischen Grenze gelungen. Simanowiz, noch im Palais lebend, wurde immer wieder strengen Verhören unterzogen, der Pass zur Heimreise wurde ihr, wie allen Ausländern, verweigert. Erst im Winter 1792/93, vierzehn Tage vor der Enthauptung Ludwig XVI. und Marie-Antoinettes am 23. Januar 1793, konnte ihr ein Freund zur Flucht in die Normandie verhelfen. Im Frühjahr 1793 erhielt Ludovike Simanowiz endlich einen Pass und konnte ihre endgültige Heimreise antreten, die jedoch durch ein starkes Nervenfieber unterbrochen werden musste. In Straßburg war sie 6 Wochen deswegen ans Bett gebunden und wurde von Freunden gepflegt.
Vor den Wirren der Französischen Revolution geflüchtet, wieder zurück in Ludwigsburg, malte Ludovike Simanowiz 1793/94 Porträts der Familie Friedrich Schiller. Zuerst porträtierte sie die Mutter Elisabeth Dorothea Schiller und den Vater Johann Kaspar Schiller als Geschenk zum 10. November 1793, dem Geburtstag seines Sohnes Friedrich. Gleich darauf ließ Friedrich Schiller, der für kurze Zeit ebenfalls in Ludwigsburg, in der Wilhelmstraße 17, lebte und unter anderem an seinem Wallenstein arbeitete, sich selbst von ihr malen und im April 1794 auch seine Frau Charlotte Schiller. Friedrich Schiller bedankte sich im Juni 1794 in einem Brief für die inzwischen bei ihm in Jena eingetroffenen Porträts: „Seyen Sie indessen nachsichtig, und nehmen die innliegende Kleinigkeit als Erstattung für die Farbe und für die Leinwand an; denn die Kunst kann und will ich Ihnen nicht bezahlen.“
1798 wurde Franz Simanowiz, inzwischen Hauptmann, nach Stuttgart versetzt, und damit wechselte der Familienwohnsitz ebenfalls dorthin. Im folgenden Jahr erlitt Franz Simanowiz einen Schlaganfall. Aufgrund seiner gelähmten Beine war er sehr auf Hilfe angewiesen. Ludovike Simanowiz pflegte ihren Ehemann 28 Jahre lang und besserte die geringe Pension auf. Sie gab Malunterricht und nahm weibliche Schüler als Pensionsgäste in ihrem Haus auf. In einem Brief an Regine Vossler, ihre engste Freundin, schrieb sie: „Ich habe mich an die Nothwendigkeit die Kunst mitunter als Erwerb treiben zu müssen, gewöhnt und habe es durch meinen Fleiß so weit gebracht, daß wir unabhängig leben können. Was wäre aus unserm Schicksal geworden, wenn mir Gott nicht den Muth geschenkt hätte, meine Kunst auf eine, ich gestehe es, sehr unangenehme Art, zu treiben. Nun ist der Lohn doch süß.“
1811/12 zog das Ehepaar wieder nach Ludwigsburg, in die heutige Körnerstraße 16. In der Nähe, in Erdmannhausen, lebte Friedrich Reichenbach, Ludovikes älterer Bruder. Er war Pfarrer an der Januariuskirche in Erdmannhausen und Johanna, Ludovikes jüngere Schwester, führte ihm dort den Haushalt. Häufig waren die Eheleute Simanowiz, von Ludwigsburg kommend, in den Sommermonaten mehrere Wochen in der Pfarrei in Erdmannhausen, wo ein Freundeskreis verkehrte, mit dem politisch offen gesprochen werden konnte. In einem Brief an die Erdmannhäuser Geschwister solidarisierte sie sich mit dem spanischen Volksaufstand, voller Empörung über die französische Großmachtpolitik:
„Ließ nur zuerst den Artikel in gestriger Zeitung von Spanien das ist sehr wichtig u. macht allgemeines Aufsehen. Die oficielle Anzeigen dieser Nachrichten sind noch nicht da aber man zweifelt nicht an der Wahrheit dieser Begebenheiten man konnte es ja schon lange erwarthen, dass das Volk endlich müde der Greuel dieser infamen Regierung werden müßte.“
Am 14. Juni 1827 starb Franz Simanowiz. Noch im selben Jahr folgte Ludovike Simanowiz ihrem Mann. Das Grab der Eheleute Simanowiz ist auf dem Alten Friedhof in Ludwigsburg. Mehr als hundert ihrer Bilder, davon 30 Porträts von Familienangehörigen, sind erhalten. Davon befindet sich die Mehrzahl in Privatbesitz. Keines der Gemälde wurde von Ludovike Simanowiz signiert. Im Stadtmuseum Schorndorf erinnert eine Gedenkstätte an die Künstlerin.

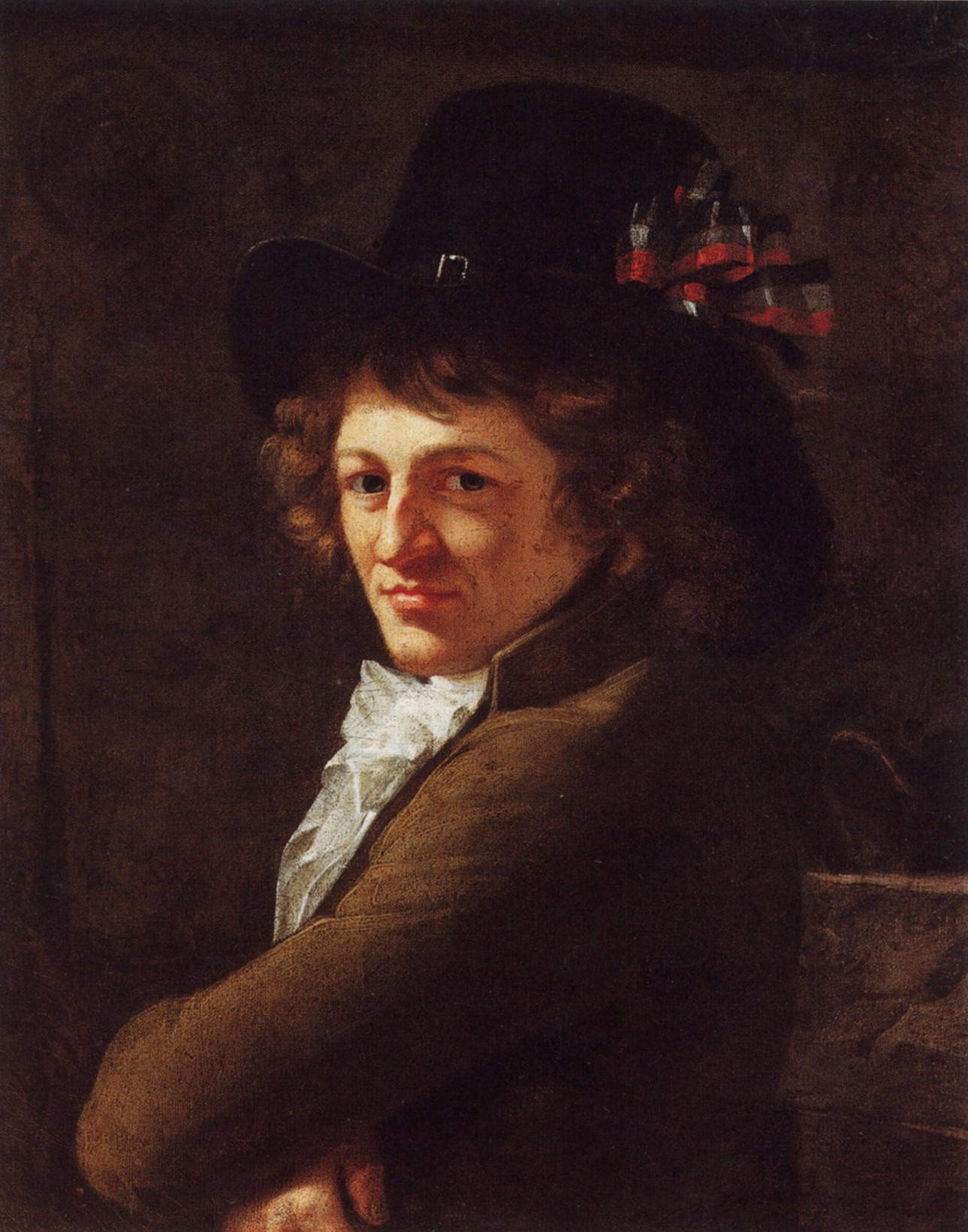
Eberhard Wächter (um 1791), Staatsgalerie Stuttgart
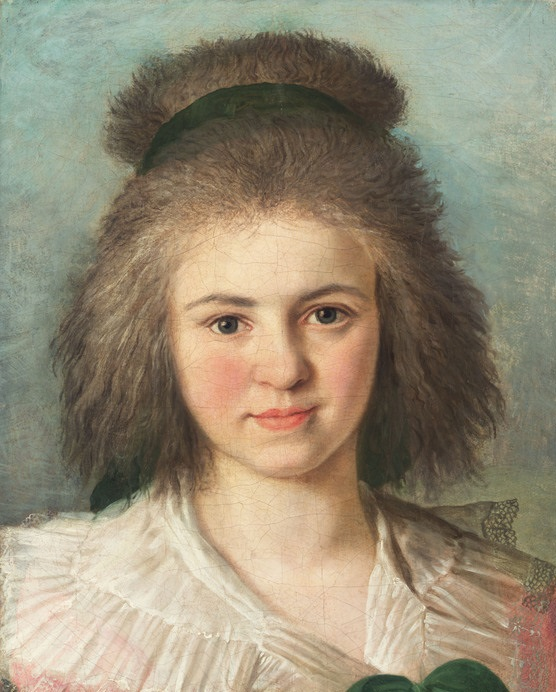
Selbstporträt der Ludovike Simanowiz  (1792)
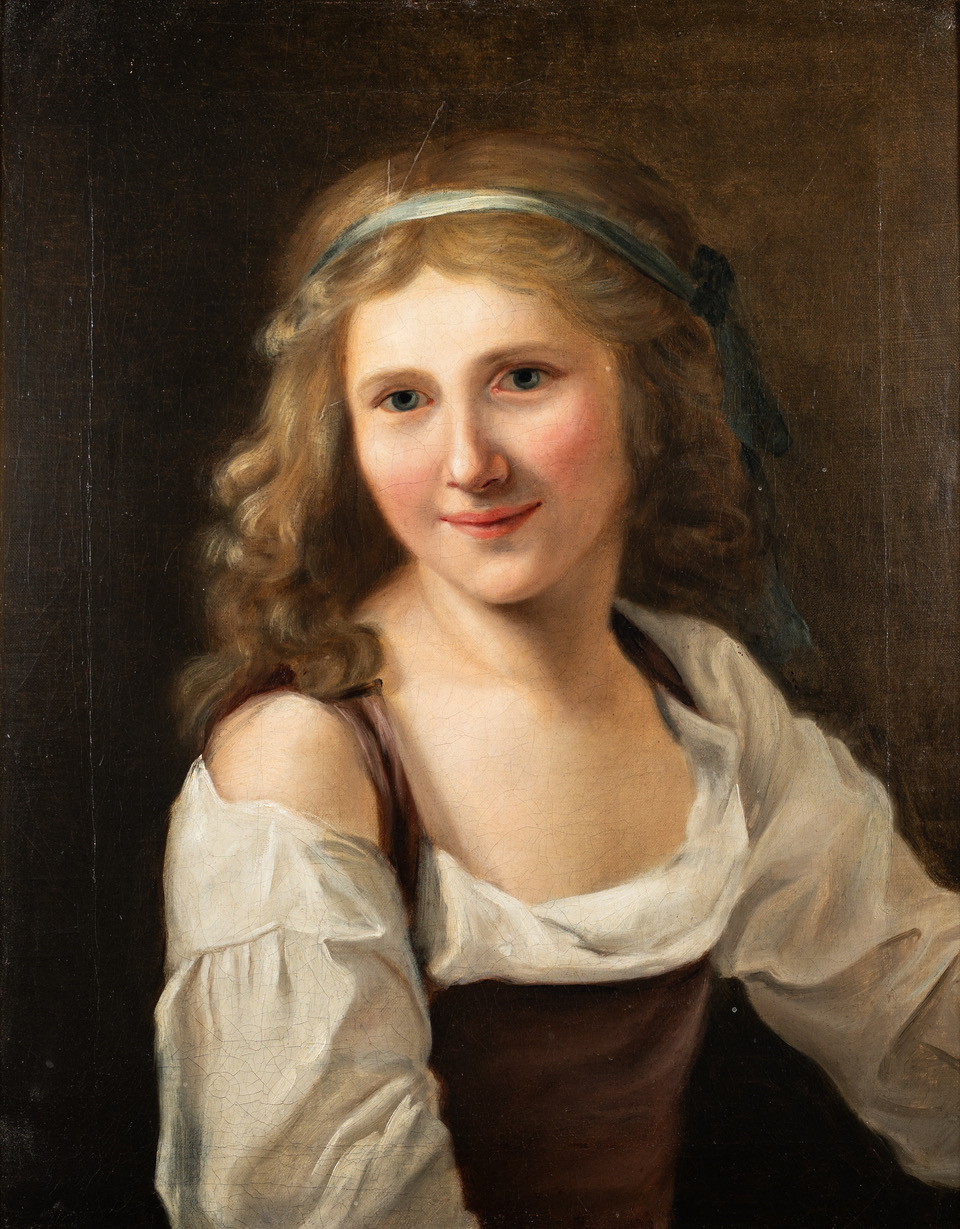
Emilie Feuerlein (1792)
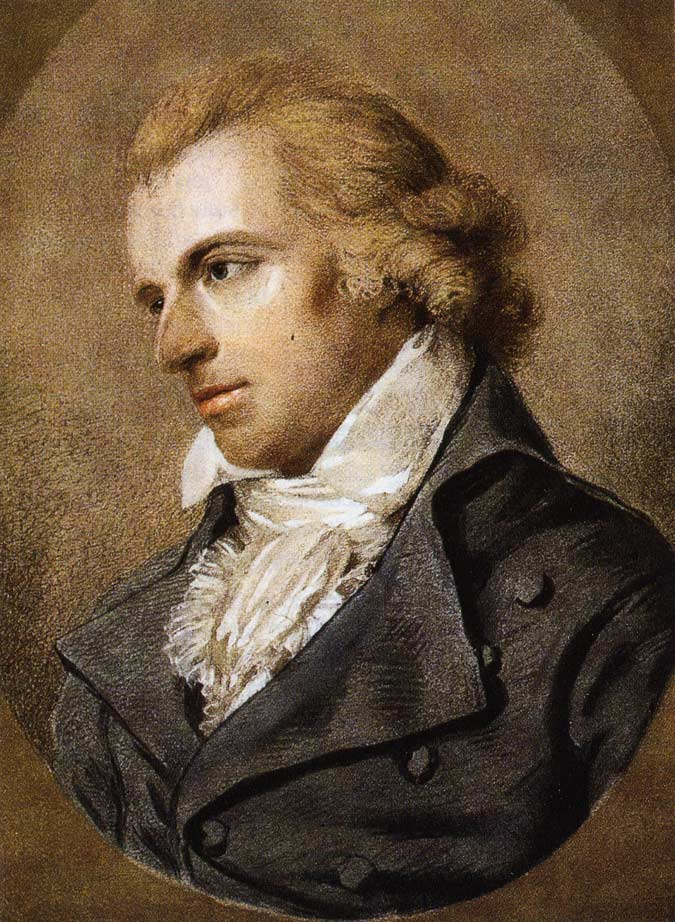
Friedrich Schiller (1794)
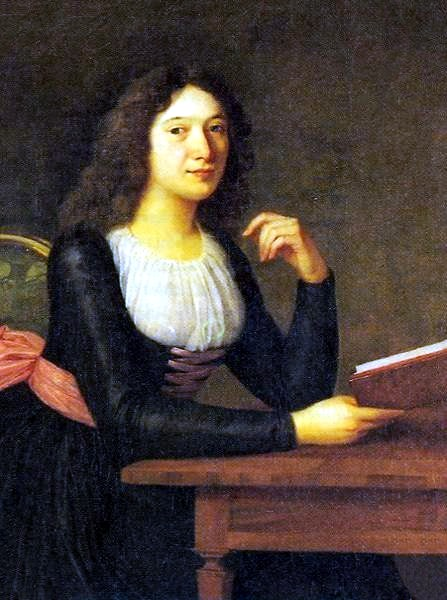
Charlotte von Lengefeld
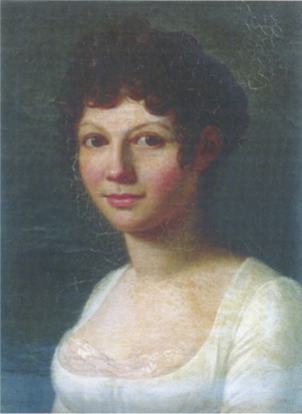
Clara Forster (1805), seit 1805 mit Gottlieb von Greyerz verheiratet
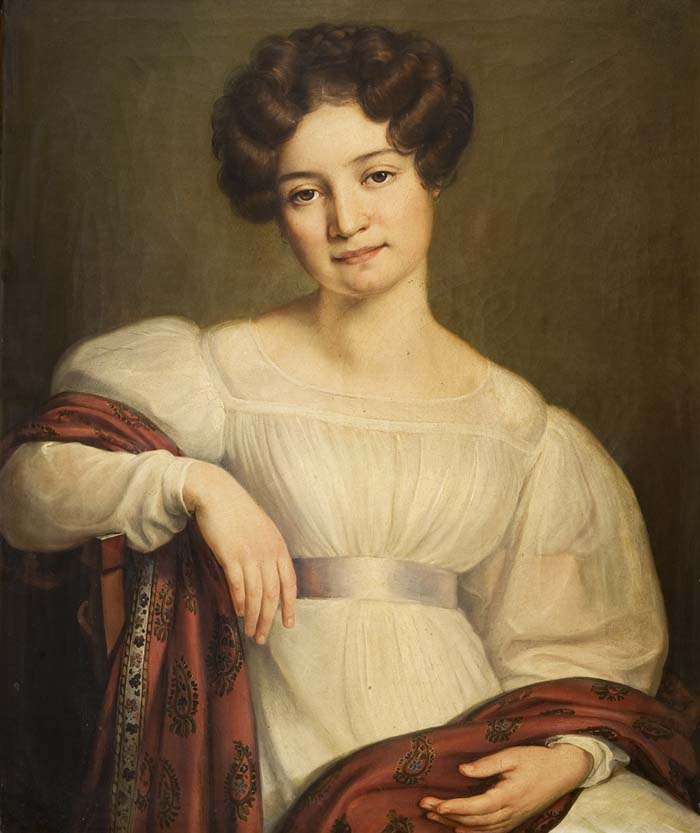
Auguste von Vellnagel, seit 1826 Ehefrau Georg Christian von Kesslers